# Момбецу (город)
Момбецу (яп. 紋別市 Момбэцу-си) — город в Японии, находящийся в округе Охотск губернаторства Хоккайдо. Площадь города составляет 830,70 км², население — 23 843 человека (30 июня 2014), плотность населения — 28,70 чел./км².

## Географическое положение
Город расположен на острове Хоккайдо в одноимённом губернаторстве, у устья реки Сёкоцу. С ним граничат посёлки Окоппе, Такиноуэ, Энгару, Юбецу.

## Население
Население города составляет 23 843 человека (30 июня 2014), а плотность — 28,70 чел./км². Изменение численности населения с 1980 по 2005 годы:
| 1980 | 33 860 чел. |  |
| 1985 | 32 163 чел. |  |
| 1990 | 31 078 чел. |  |
| 1995 | 30 137 чел. |  |
| 2000 | 28 476 чел. |  |
| 2005 | 26 632 чел. |  |

## Символика
Деревом города считается Sorbus commixta, цветком — Rosa rugosa.

## Города-побратимы
Момбецу имеет три города-побратима по версии Sister Cities International
- Ньюпорт, США[6]
- Фэрбанкс, США
- Корсаков, Россия